# Каннель
Ка́ннель (эст. kannel) — эстонский струнный щипковый музыкальный инструмент, обычно 60—90 см длиной, 17—33 см шириной; количество струн варьирует, встречаются инструменты с 5—10, 14, 21, 30, 33, 46 и 50 струнами.

## История
По легенде, первый каннель вырезали из берёзы, которая росла на могиле убитой девственницы; декой стали кости большого лосося, а для струн взяли девичьи волосы. В реальности корпус обычно делали из еловой древесины, струны ранних каннелей изготавливали из конского волоса и кишок, позже — из металла. Корпус каннеля сету вырезали из древесины листопадных деревьев, а деку — из ели. У сету каннель считался божественным даром, поэтому игра на нём не была запрещена даже в Великий пост.
Имеет значительное сходство с латышским коклесом, литовским канклесом, карело-финским кантеле (на ливвиковском наречии — kandeleh), водским каннылем (водск. kannõl), ливским кандлой (лив. kāndla) и русскими крыловидными гуслями.
Старейшие сохранившиеся каннели хранятся в Музее театра и музыки в Таллине, они датированы концом XVIII — началом XIX века. Первое письменное упоминание близкородственного каннелю финского кантеле произошло в 1835 году в Калевале. Старинные каннели имели трапециевидный долблёный крылообразный корпус с 5—7 струнами, накрытый декой с одним или несколькими отверстиями; металлический струнодержатель находился на узком конце деки, а колки — на широком (такая конструкция дольше всего сохранялась у сету и на островах). На пятиструнном каннеле аккомпанировали исполнению старейших стихотворных произведений — регивярссов. Начиная с XIX века количество струн увеличивалось.

## Количество струн и техника игры
Древнейшие эстонские мелодии написаны в одном из трёх трёхступенных звукорядов: ми-фа-соль, до-ре-ми и ре-ми-фа; пятиструнный каннель позволял исполнять их все. В дальнейшем, по мере расширения диапазона мелодий были добавлены шестая и седьмая струны. В XIX веке число струн сильно увеличилось: кроме как минимум 15 мелодических появились три басовые, которые настраивают в тонику, доминанту и субдоминанту к диатоническому звукоряду; а в XX веке к ним прибавились добавочные аккомпанирующие струны, расположенные выше мелодических. После увеличения количества струн до современных 20—30 настройка инструмента продолжает быть диатонической у большинства экземпляров. Иногда встречаются инструменты с двойными и тройными струнами.
Техник игры на современном каннеле две: заглушение ненужных струн одной рукой (обычно левой) и бой другой, а также игра, напоминающая арфовую, при которой одна рука играет мелодию на верхних струнах, а вторая — аккомпанемент на нижних. Каннель, на котором играют аккордами, «акордканнель» (эст. akordkannel), появился в южной Эстонии в ансамблях народной музыки в начале XX века. Позже был создан хроматический каннель. В региональной народной музыке используется множество разновидностей каннеля и нестандартных техник игры.
- Современный каннель
- Эстонская википедистка играет на каннеле

## Нотация
До 1930 года нотация для каннеля отсутствовала, первую систему записи музыки для этого инструмента под названием «ванемуйзе каннель» (эст. vanemuise kannel) предложил Авелиниус Тыниссон. Эта система заключается в нанесении на бумагу точек, обозначающих струну, которую нужно защепить, а при необходимости извлечь звук из последовательно расположенных струн между крайними точками рисуют линию. Готовую запись подкладывают прямо под струны.